# ブリオナ・テイラーへの銃撃事件
ブリオナ・テイラーへの銃撃事件（ブリオナ・テイラーへのじゅうげきじけん）は、2020年3月13日、アメリカ合衆国ケンタッキー州ルイビルで、ブリオナ・テイラー（Breonna Taylor）が、自宅アパートに踏み込んできた警察官に複数回銃撃を受け死亡した事件。
警察側に大きなミスがあったこと、ブリオナ・テイラーがアフリカ系アメリカ人であったことから、人種差別により発生した事件として取り上げられるようになった。

## 概要
2020年3月13日、ケンタッキー州ルイビルに居住していた救急救命士のブリオナ・テイラーは、自宅のアパートで交際相手と過ごしていたところ警官隊が玄関を押し破って突入してきた。暴漢の侵入と勘違いした交際相手が発砲すると銃撃戦となり、8発の銃弾がブリオナ・テイラーに当たり落命した。事件後、ブリオナ・テイラーと交際相手に特段の落ち度はなく、警察が警告なしにアパートへ踏み込んだこと、そもそも突入目標の住所の情報は誤りで、警察が行方を追っていた容疑者は既に拘束されていたなど警察側の重大なミスが明らかになった。
ブリオナ・テイラーの遺族は、ルイビル市を相手取って裁判を起こした結果、2020年9月15日、ルイビル市が遺族に1200万ドルを支払い、市警が再発防止に取り組むことを条件に和解した。
2020年9月23日、大陪審は事件に関与した警官3人のうち1人を無謀な危険行為の罪など3件で起訴、残る2人は不起訴とした。
抗議運動を警戒したルイビル市当局は、同日夜21時に外出禁止令を出したが、抗議運動参加者と警察や州兵との間で散発的に衝突が発生した。
翌9月24日には、穏やかに始まったデモ行進が次第に騒乱状態になり警官隊と衝突。警官2人が銃撃を受けて重傷、銃撃を行った容疑者を含むデモ参加者127人が逮捕された。

## 事件の影響
2020年5月25日には、黒人男性が警察官に殺害される事件（ジョージ・フロイドの死を参照）が発生。アフリカ系アメリカ人への人種差別と警察の暴力をからめた激しい抗議運動が展開されたこともあり、ブリオナ・テイラーへの銃撃事件も抗議対象となった。
2020年8月25日、ルイビル市内で抗議デモが行われたが、警察は参加者少なくとも64人を通行に関する指示に従わなかった理由で逮捕した。

### スポーツ界で行われたアピール
同年に女子テニスの全米オープン大会に出場した大坂なおみは、初戦でブリオナ・テイラーの名が記された黒いマスクをして入場。また、フォーミュラ1、2020年トスカーナグランプリで優勝したルイス・ハミルトンは、表彰式で「ブリオナ・テイラーを殺した警官を逮捕せよ」と書かれた黒いTシャツを着用して事件をアピールした。